# 毛明
毛明（1962年9月—），湖北咸安人，中国武器专家，中国兵器工业集团第二〇一研究所研究员，从事坦克装甲车辆技术研发工作。2019年当选为中国科学院院士。1979年考入武汉大学工学部（原武汉水利电力大学）机械工程专业，1983年前往中国兵器工业集团第二〇一研究所攻读军用车辆工程硕士学位，1986年前往北京理工大学攻读车辆工程博士学位，1989年毕业。2019年当选中国科学院技术科学部院士。